# División de Honor B de rugby 2021-22
La División de Honor B de rugby 2021-22 es la 24.ª edición de la segunda competición de rugby de España desde la reestructuración en 1998. El torneo es organizado por la Federación Española de Rugby, al igual que la máxima categoría.
Para esta temporada, la primera jornada se organizó para el 17 de octubre, mientras que la última fecha de la categoría será el día 29 de mayo de 2022 según el calendario oficial.

## Sistema de competición
- Se disputan dos fases de liga regular más unos Play-Offs.  La primera fase de esta Competición Nacional se jugará en cada grupo por sistema de liga a una vuelta todos contra todos. Finalizada dicha primera vuelta de liga regular se disputará la segunda fase en la que los 3 primeros equipos clasificados de cada uno de los grupos (9 equipos en total) competirán entre sí en una liga regular a una sola vuelta (8 jornadas) conformando un nuevo grupo llamado Élite. En esta competición (o Grupo Élite) no se tendrán en cuenta los resultados y puntos obtenidos por estos equipos en sus respectivos grupos durante la primera fase, partiendo todos ellos de cero.

- Finalizada esta segunda fase, la competición se decidirá mediante sistema de Play Off con partido de ida y vuelta entre los 4 primeros clasificados, en dos eliminatorias. En la primera eliminatoria se enfrentarán el 1º contra el 4º y el 2º contra el 3º. La final se disputará también a partido doble entre los dos vencedores de las eliminatorias anteriores.

- El equipo ganador de la final ascenderá a División de Honor en la temporada 2023/24.

- El resto de los equipos de cada grupo (A, B y C) disputarán la segunda fase mediante sistema de liga regular en sus respectivos grupos (todos contra todos) a una sola vuelta (8 jornadas en cada grupo). Los resultados y puntos conseguidos en la primera fase entre los equipos del mismo grupo se arrastrarán a la segunda fase de ese grupo. Bajarán los últimos clasificados de cada uno de los tres grupos, y los penúltimos disputarán un partido de promoción contra un equipo de categoría regional.[1]

### Sistema de puntuación
- Cada victoria suma 4 puntos.
- Cada empate suma 2 puntos.
- Cuatro ensayos en un partido suma 1 punto de bonus.
- Perder por una diferencia de siete puntos o inferior suma 1 punto de bonus.

## Equipos participantes

### Grupo A (Norte)
| Equipo                               | Ciudad            | Entrenador                  | Estadio                         | Capacidad |
| ------------------------------------ | ----------------- | --------------------------- | ------------------------------- | --------- |
| Getxo R. T.                          | Guecho            | Brad Linklater David Martín | Ciudad Deportiva de Fadura      | 1000      |
| Eibar R. T.                          | Éibar             | Bandera de ?                | Polideportivo de Ipurua         | 1000      |
| Uribealdea R. K. E.                  | Munguía / Plencia | Bandera de ?                | Ardanzas Park                   | 2000      |
| Hernani C. R. E.                     | Hernani           | Bandera de ?                | Landare Toki                    | 1600      |
| Gesalaga Okelan Zarautz K. E.        | Zarauz            | Bandera de ?                | Campo de rugby Asti             | 800       |
| Vithas Gaztedi R. T.                 | Vitoria           | Bandera de ?                | Polideportivo Parque de Gamarra | 1000      |
| Valtecsa U. B. R.                    | Bilbao            | Bandera de ?                | Polideportivo Errekalde         | 400       |
| AVK Bera Bera R. T.                  | San Sebastián     | Bandera de ?                | Miniestadio de Anoeta           | 1262      |
| Mazabi Santander Independiente R. C. | Santander         | Bandera de ?                | Campo municipal de San Román    | 600       |
| Campus Universitario Ourense R. C.   | Orense            | Bandera de ?                | Campus Universitario de Orense  | ?         |
| Pasek Belenos R. C.                  | Avilés            | Bandera de ?                | Estadio Santa Bárbara           | 3000      |
| Clínica Colina Palencia R. C.        | Palencia          | Bandera de ?                | Estadio Nueva Balastera         | 8100      |

### Grupo B (Este-Levante)
| Equipo               | Ciudad                              | Entrenador   | Estadio                                                               | Capacidad |
| -------------------- | ----------------------------------- | ------------ | --------------------------------------------------------------------- | --------- |
| C. R. Sant Cugat     | San Cugat del Vallés (Barcelona)    | Bandera de ? | ZEM La Guinardera                                                     | 500       |
| R. C. L'Hospitalet   | Hospitalet de Llobregat (Barcelona) | Bandera de ? | Campo de rugby Feixa Llarga                                           | 300       |
| C. N. Poble Nou      | Pueblo Nuevo (Barcelona)            | Bandera de ? | C. E. M. Mar Bella                                                    | 100       |
| Barcelona U. C.      | Barcelona                           | Bandera de ? | La Foixarda                                                           | 1200      |
| Gòtics R. C.         | Barcelona                           | Bandera de ? | La Foixarda                                                           | 1200      |
| R. C. Sitges         | Sitges                              | Bandera de ? | Campo de rugby de Pins Vens                                           | 300       |
| Akra Bárbara R. C.   | Alicante                            | Bandera de ? | Polideportivo Juan Antonio Samaranch                                  | 800       |
| CAU Valencia         | Valencia                            | Bandera de ? | Campo de rugby del Río Turia                                          | 500       |
| C. R. San Roque      | Valencia                            | Bandera de ? | Campo de rugby del Río Turia                                          | 500       |
| R. C. Valencia       | Valencia                            | Bandera de ? | Campos de Rugby Jorge Diego Pantera, Polideportivo de Quatre Carreres | 1296      |
| Fénix C. R. Zaragoza | Zaragoza                            | Bandera de ? | C. D. M. David Cañada                                                 | 1000      |
| XV Barbarians Calviá | Calviá                              | Bandera de ? | Campo de rugby Son Caliu                                              | 500       |

### Grupo C (Centro-Sur)
| Equipo                            | Ciudad                       | Entrenador          | Estadio                                                         | Capacidad |
| --------------------------------- | ---------------------------- | ------------------- | --------------------------------------------------------------- | --------- |
| Pozuelo Rugby Unión               | Pozuelo de Alarcón (Madrid)  | José Antonio Barrio | Valle de las Cañas                                              | 500       |
| C. R. Majadahonda                 | Majadahonda (Madrid)         | Bandera de ?        | Campo de rugby Valle del Arcipreste                             | 750       |
| A. D. Ing. Industriales Las Rozas | Las Rozas de Madrid (Madrid) | Bandera de ?        | Campo de rugby El Cantizal                                      | 400       |
| C. R. Alcalá                      | Alcalá de Henares (Madrid)   | Bandera de ?        | Estadio municipal Luisón Abad                                   | 500       |
| C. D. Arquitectura                | Madrid                       | Bandera de ?        | Campo de rugby El Cantizal (Alquilado) Las Terrazas (Alquilado) | 400 2000  |
| C. R. Liceo Francés               | Madrid                       | Bandera de ?        | Estadio Ramon Urtubi                                            | 500       |
| U. R. Almería Playcar             | Almería                      | Bandera de ?        | Campo municipal de rugby Juan Rojas                             | 3000      |
| Jaén Rugby                        | Jaén                         | Bandera de ?        | Campo de rugby Las Lagunillas                                   | 400       |
| C. R. Málaga-La Magdalena         | Málaga                       | Bandera de ?        | Estadio Ciudad de Málaga                                        | 7562      |
| C. A. R. Coanda Sevilla           | Sevilla                      | Bandera de ?        | Polideportivo San Pablo                                         | 5000      |
| C. D. Rugby Mairena               | Mairena del Aljarafe         | Bandera de ?        | I. D. La Cartuja                                                | 3000      |
| Marbella R. C.                    | Marbella                     | Bandera de ?        | Estadio municipal Bahías Park                                   | 1000      |

## Grupos

### Primera fase

#### Grupo A
|    | Equipo                               | Puntos | J  | G  | E | P  | TF  | TC  | DT   | EF | EC | DE  | BO | BD |
| -- | ------------------------------------ | ------ | -- | -- | - | -- | --- | --- | ---- | -- | -- | --- | -- | -- |
| 1  | Pasek Belenos R. C.                  | 50     | 11 | 10 | 1 | 0  | 544 | 188 | 356  | 81 | 23 | 58  | 8  | 0  |
| 2  | Getxo R. T.                          | 46     | 11 | 9  | 0 | 2  | 417 | 111 | 306  | 58 | 12 | 46  | 8  | 2  |
| 3  | Mazabi Santander Independiente R. C. | 44     | 11 | 9  | 1 | 1  | 427 | 127 | 300  | 60 | 13 | 47  | 6  | 0  |
| 4  | Hernani C. R. E.                     | 40     | 11 | 8  | 0 | 3  | 356 | 136 | 220  | 55 | 15 | 40  | 8  | 0  |
| 5  | Campus Universitario Ourense R. C.   | 29     | 11 | 6  | 0 | 5  | 258 | 301 | -43  | 37 | 41 | -4  | 5  | 0  |
| 6  | Eibar R. T.                          | 27     | 11 | 6  | 0 | 5  | 198 | 336 | -138 | 27 | 47 | -20 | 3  | 0  |
| 7  | Gesalaga Okelan Zarautz K. E.        | 21     | 11 | 4  | 0 | 7  | 232 | 278 | -46  | 30 | 39 | -9  | 1  | 4  |
| 8  | Vithas Gaztedi R. T.                 | 18     | 11 | 4  | 0 | 7  | 248 | 352 | -104 | 32 | 49 | -17 | 1  | 1  |
| 9  | Valtecsa U. B. R.                    | 17     | 11 | 3  | 1 | 7  | 287 | 413 | -126 | 39 | 56 | -17 | 2  | 1  |
| 10 | Uribealdea R. K. E.                  | 16     | 11 | 3  | 0 | 8  | 185 | 302 | -117 | 23 | 44 | -21 | 1  | 3  |
| 11 | AVK Bera Bera R. T.                  | 11     | 11 | 2  | 1 | 8  | 158 | 338 | -180 | 17 | 51 | -34 | 0  | 1  |
| 12 | Clínica Colina Palencia R. C.        | 1      | 11 | 0  | 0 | 11 | 193 | 621 | -428 | 24 | 93 | -69 | 0  | 1  |

J:Jugados / G:Ganados / E:Empatados / P:Perdidos / TF:Tantos a Favor / TC:Tantos en Contra / DT:Diferencia / EF:Ensayos Favor / EC:Ensayos Contra / DE:Diferencia Ensayos / BO:Bonus Ofensivo / BD:Bonus Defensivo

#### Grupo B
|    | Equipo               | Puntos  | J  | G  | E | P | TF  | TC  | DT   | EF | EC | DE  | BO | BD |
| -- | -------------------- | ------- | -- | -- | - | - | --- | --- | ---- | -- | -- | --- | -- | -- |
| 1  | R. C. L'Hospitalet   | 46      | 11 | 10 | 0 | 1 | 343 | 142 | 201  | 48 | 13 | 35  | 6  | 0  |
| 2  | C. R. Sant Cugat     | 42      | 11 | 9  | 0 | 2 | 325 | 169 | 156  | 43 | 19 | 24  | 5  | 1  |
| 3  | CAU Valencia         | 40      | 11 | 9  | 0 | 2 | 368 | 210 | 158  | 44 | 24 | 20  | 4  | 0  |
| 4  | Fénix C. R. Zaragoza | 38      | 11 | 7  | 0 | 4 | 368 | 181 | 187  | 49 | 18 | 31  | 7  | 3  |
| 5  | Barcelona U. C.      | 26      | 11 | 6  | 0 | 5 | 226 | 251 | -25  | 23 | 29 | -6  | 1  | 1  |
| 6  | Akra Bárbara R. C.   | 26      | 11 | 5  | 1 | 5 | 238 | 218 | 20   | 26 | 25 | 1   | 1  | 3  |
| 7  | R. C. Valencia       | 23 (-1) | 11 | 5  | 0 | 6 | 205 | 245 | -40  | 25 | 29 | -4  | 1  | 3  |
| 8  | C. R. San Roque      | 22      | 11 | 5  | 0 | 6 | 205 | 258 | -53  | 19 | 34 | -15 | 0  | 2  |
| 9  | C. N. Poble Nou      | 19      | 11 | 4  | 0 | 7 | 213 | 274 | -61  | 24 | 34 | -10 | 1  | 2  |
| 10 | R. C. Sitges         | 10      | 11 | 2  | 0 | 9 | 116 | 283 | -167 | 12 | 36 | -24 | 0  | 2  |
| 11 | Gòtics R. C.         | 10      | 11 | 2  | 0 | 9 | 148 | 345 | -197 | 18 | 42 | -24 | 0  | 2  |
| 12 | XV Barbarians Calviá | 10      | 11 | 1  | 1 | 9 | 186 | 365 | -179 | 23 | 51 | -28 | 1  | 3  |

J:Jugados / G:Ganados / E:Empatados / P:Perdidos / TF:Tantos a Favor / TC:Tantos en Contra / DT:Diferencia / EF:Ensayos Favor / EC:Ensayos Contra / DE:Diferencia Ensayos / BO:Bonus Ofensivo / BD:Bonus Defensivo

#### Grupo C
|    | Equipo                            | Puntos | J  | G  | E | P  | TF  | TC  | DT   | EF | EC | DE  | BO | BD |
| -- | --------------------------------- | ------ | -- | -- | - | -- | --- | --- | ---- | -- | -- | --- | -- | -- |
| 1  | Pozuelo Rugby Unión               | 50     | 11 | 11 | 0 | 0  | 550 | 172 | 378  | 79 | 20 | 59  | 6  | 0  |
| 2  | A. D. Ing. Industriales Las Rozas | 42     | 11 | 9  | 0 | 2  | 409 | 158 | 251  | 54 | 17 | 37  | 5  | 1  |
| 3  | U. R. Almería Playcar             | 39     | 11 | 8  | 0 | 3  | 343 | 159 | 184  | 51 | 20 | 31  | 6  | 1  |
| 4  | Jaén Rugby                        | 36     | 11 | 7  | 0 | 4  | 338 | 184 | 154  | 44 | 23 | 21  | 6  | 2  |
| 5  | C. R. Majadahonda                 | 29     | 11 | 6  | 0 | 5  | 227 | 208 | 19   | 29 | 28 | 1   | 3  | 2  |
| 6  | C. A. R. Coanda Sevilla           | 27     | 11 | 6  | 0 | 5  | 260 | 317 | -57  | 34 | 43 | -9  | 2  | 1  |
| 7  | C. D. Arquitectura                | 26     | 11 | 5  | 0 | 6  | 268 | 259 | 9    | 34 | 34 | 0   | 2  | 4  |
| 8  | C. R. Málaga-La Magdalena         | 25     | 11 | 5  | 0 | 6  | 361 | 231 | 130  | 55 | 27 | 28  | 4  | 1  |
| 9  | C. R. Liceo Francés               | 21     | 11 | 5  | 0 | 6  | 178 | 307 | -129 | 20 | 39 | -19 | 0  | 1  |
| 10 | C. D. Rugby Mairena               | 13     | 11 | 2  | 0 | 9  | 169 | 369 | -200 | 19 | 55 | -36 | 1  | 4  |
| 11 | C. R. Alcalá                      | 7      | 11 | 1  | 0 | 10 | 161 | 513 | -352 | 21 | 76 | -55 | 1  | 2  |
| 12 | Marbella R. C.                    | 4      | 11 | 1  | 0 | 10 | 91  | 478 | -387 | 12 | 70 | -58 | 0  | 0  |

J:Jugados / G:Ganados / E:Empatados / P:Perdidos / TF:Tantos a Favor / TC:Tantos en Contra / DT:Diferencia / EF:Ensayos Favor / EC:Ensayos Contra / DE:Diferencia Ensayos / BO:Bonus Ofensivo / BD:Bonus Defensivo

### Segunda fase[2]

#### Grupo élite
|   | Equipo                               | Puntos | J | G | E | P | TF  | TC  | DT   | EF | EC | DE  | BO | BD |
| - | ------------------------------------ | ------ | - | - | - | - | --- | --- | ---- | -- | -- | --- | -- | -- |
| 1 | Pasek Belenos R. C.                  | 33     | 8 | 7 | 0 | 1 | 311 | 186 | 125  | 45 | 22 | 23  | 5  | 0  |
| 2 | Pozuelo Rugby Unión                  | 32     | 8 | 7 | 0 | 1 | 255 | 148 | 107  | 34 | 19 | 15  | 3  | 1  |
| 3 | A. D. Ing. Industriales Las Rozas    | 29     | 8 | 6 | 0 | 2 | 319 | 148 | 171  | 41 | 15 | 26  | 4  | 1  |
| 4 | Getxo R. T.                          | 26     | 8 | 5 | 0 | 3 | 273 | 227 | 46   | 39 | 27 | 12  | 5  | 1  |
| 5 | Mazabi Santander Independiente R. C. | 21     | 8 | 4 | 0 | 4 | 217 | 172 | 45   | 28 | 23 | 5   | 2  | 3  |
| 6 | U. R. Almería Playcar                | 20     | 8 | 4 | 0 | 4 | 179 | 221 | -42  | 25 | 32 | -7  | 3  | 1  |
| 7 | CAU Valencia                         | 5      | 8 | 1 | 0 | 7 | 161 | 289 | -128 | 20 | 44 | -24 | 1  | 0  |
| 8 | C. R. Sant Cugat                     | 5      | 8 | 1 | 0 | 7 | 154 | 320 | -166 | 23 | 46 | -23 | 1  | 0  |
| 9 | R. C. L'Hospitalet                   | 4      | 8 | 1 | 0 | 7 | 133 | 291 | -158 | 15 | 42 | -27 | 0  | 0  |

#### Grupo A
|   | Equipo                             | Puntos | J  | G  | E | P  | TF  | TC  | DT   | EF | EC  | DE  | BO | BD |
| - | ---------------------------------- | ------ | -- | -- | - | -- | --- | --- | ---- | -- | --- | --- | -- | -- |
| 1 | Hernani C. R. E.                   | 75     | 16 | 15 | 0 | 1  | 574 | 143 | 431  | 90 | 17  | 73  | 14 | 1  |
| 2 | Eibar R. T.                        | 47     | 16 | 10 | 0 | 6  | 431 | 355 | 76   | 62 | 50  | 12  | 6  | 1  |
| 3 | Campus Universitario Ourense R. C. | 46     | 16 | 9  | 0 | 7  | 498 | 386 | 112  | 70 | 53  | 17  | 7  | 3  |
| 4 | Vithas Gaztedi R. T.               | 44     | 16 | 10 | 0 | 6  | 405 | 409 | -4   | 53 | 55  | -2  | 3  | 1  |
| 5 | Valtecsa U. B. R.                  | 41     | 16 | 8  | 1 | 7  | 465 | 444 | 21   | 62 | 56  | 6   | 4  | 3  |
| 6 | Gesalaga Okelan Zarautz K. E.      | 33     | 16 | 6  | 0 | 10 | 410 | 368 | 42   | 53 | 49  | 4   | 2  | 7  |
| 7 | Uribealdea R. K. E.                | 32     | 16 | 7  | 0 | 9  | 292 | 378 | -86  | 36 | 53  | -17 | 1  | 3  |
| 8 | AVK Bera Bera R. T.                | 27     | 16 | 6  | 1 | 9  | 320 | 470 | -150 | 38 | 68  | -30 | 0  | 1  |
| 9 | Clínica Colina Palencia R. C.      | 2      | 16 | 0  | 0 | 16 | 278 | 720 | -442 | 40 | 103 | -63 | 0  | 2  |

#### Grupo B
|   | Equipo               | Puntos  | J  | G  | E | P  | TF  | TC  | DT   | EF | EC | DE  | BO | BD |
| - | -------------------- | ------- | -- | -- | - | -- | --- | --- | ---- | -- | -- | --- | -- | -- |
| 1 | Fénix C. R. Zaragoza | 65      | 16 | 13 | 0 | 3  | 557 | 205 | 352  | 79 | 24 | 55  | 11 | 2  |
| 2 | Barcelona U. C.      | 54      | 16 | 13 | 0 | 3  | 365 | 313 | 52   | 39 | 34 | 5   | 2  | 0  |
| 3 | Akra Bárbara R. C.   | 42      | 16 | 8  | 2 | 6  | 355 | 368 | -13  | 44 | 48 | -4  | 3  | 3  |
| 4 | C. R. San Roque      | 37      | 16 | 8  | 0 | 8  | 333 | 336 | -3   | 40 | 42 | -2  | 3  | 2  |
| 5 | C. N. Poble Nou      | 32      | 16 | 7  | 0 | 9  | 342 | 384 | -42  | 37 | 59 | -13 | 2  | 2  |
| 6 | R. C. Valencia       | 29      | 16 | 6  | 1 | 9  | 323 | 449 | -126 | 43 | 59 | -16 | 1  | 2  |
| 7 | Gòtics R. C.         | 28      | 16 | 6  | 0 | 10 | 319 | 367 | -48  | 40 | 43 | -3  | 2  | 2  |
| 8 | XV Barbarians Calviá | 28 (-1) | 16 | 5  | 1 | 10 | 345 | 400 | -55  | 47 | 55 | -8  | 4  | 3  |
| 9 | R. C. Sitges         | 23      | 16 | 4  | 0 | 12 | 266 | 383 | -117 | 34 | 48 | -14 | 1  | 6  |

#### Grupo C
|   | Equipo                    | Puntos | J  | G  | E | P  | TF  | TC  | DT   | EF | EC | DE  | BO | BD |
| - | ------------------------- | ------ | -- | -- | - | -- | --- | --- | ---- | -- | -- | --- | -- | -- |
| 1 | Jaén Rugby                | 68     | 16 | 14 | 0 | 2  | 601 | 256 | 345  | 85 | 30 | 55  | 10 | 2  |
| 2 | C. D. Arquitectura        | 49     | 16 | 10 | 1 | 5  | 456 | 322 | 134  | 58 | 41 | 17  | 4  | 3  |
| 3 | C. R. Málaga-La Magdalena | 45     | 16 | 9  | 0 | 7  | 579 | 384 | 195  | 89 | 49 | 40  | 7  | 2  |
| 4 | C. R. Liceo Francés       | 43     | 16 | 9  | 1 | 6  | 382 | 356 | 26   | 43 | 42 | 1   | 2  | 3  |
| 5 | C. R. Majadahonda         | 41     | 16 | 8  | 1 | 7  | 380 | 326 | 54   | 51 | 45 | 6   | 3  | 4  |
| 6 | C. A. R. Coanda Sevilla   | 38     | 16 | 7  | 1 | 8  | 398 | 309 | 89   | 55 | 38 | 17  | 3  | 5  |
| 7 | C. D. Rugby Mairena       | 30     | 16 | 6  | 0 | 10 | 298 | 401 | -103 | 34 | 57 | -23 | 2  | 4  |
| 8 | Marbella R. C.            | 18     | 16 | 4  | 0 | 12 | 207 | 596 | -389 | 27 | 86 | -59 | 0  | 2  |
| 9 | C. R. Alcalá              | 16     | 16 | 3  | 0 | 13 | 272 | 623 | -351 | 34 | 88 | -54 | 1  | 3  |

Algunos equipos aparecen en rojo a pesar de no haber quedado últimos o penúltimos, esto es debido a que renunciaron a su plaza en División de Honor B.

## Fase de Ascenso

### Semifinales

#### Ida
| División de Honor B de España (Fase de Ascenso); 30 de mayo de 2022 | Getxo R. T. | 20 - 23 | Pasek Belenos R. C. | Ciudad Deportiva de Fadura, Guecho |  |

| División de Honor B de España (Fase de Ascenso); 30 de mayo de 2022 | A. D. Ing. Industriales Las Rozas | 25 - 12 | Pozuelo Rugby Unión | Campo de rugby El Cantizal, Las Rozas |  |

#### Vuelta
| División de Honor B de España (Fase de Ascenso); 7 de mayo de 2022 | Pasek Belenos R. C. | 36 - 11 | Getxo R. T. | Estadio Santa Bárbara, Avilés |  |

| División de Honor B de España (Fase de Ascenso); 7 de mayo de 2022 | Pozuelo Rugby Unión | 44 - 25 | A. D. Ing. Industriales Las Rozas | Campo de rugby Valle de las Cañas, Madrid |  |

### Final

#### Ida
| División de Honor B de España (Fase de Ascenso); 15 de mayo de 2022 | Pozuelo Rugby Unión | 40 - 13 | Pasek Belenos R. C. | Campo de rugby Valle de las Cañas, Madrid |  |

#### Vuelta
| División de Honor B de España (Fase de Ascenso); 29 de mayo de 2022 | Pasek Belenos R. C. | 34 - 19 | Pozuelo Rugby Unión | Estadio Santa Bárbara, Avilés |  |

| Por un resultado global favorable de 59 - 47: Asciende a la División de Honor para la temporada 2022-23: Pozuelo Rugby Unión |

El Pasek Belenos R. C. ascenderá directamente sin disputar la promoción de playoff de ascenso contra el penúltimo de División de Honor debido al descenso administrativo del Club Alcobendas Rugby.